# 萨拉戈萨桥
萨拉戈萨桥（西班牙語：Pabellón Puente），亦称蓬桥馆、桥亭，位于西班牙萨拉戈萨，横跨埃布罗河，长度为270米，是2008年世界博览会的三大主题馆之一，也是扎哈·哈迪德设计的代表性建筑之一。该桥是西班牙唯一具有室内空间需求的桥梁。

## 背景

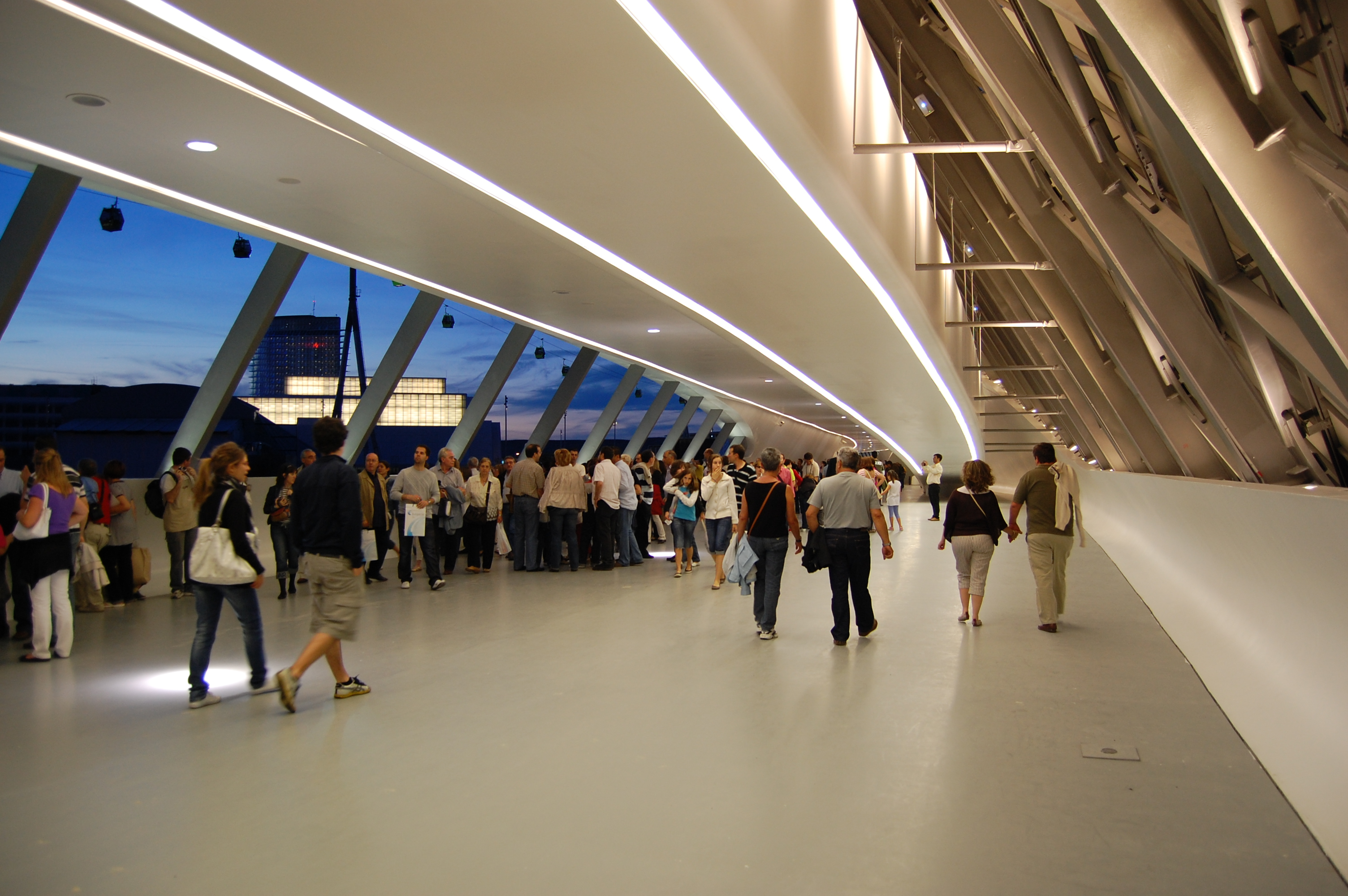
萨拉戈萨桥内景

2008年世界博览会筹备期间，世博会主办方希望设计一处跨埃布罗河的封闭展示空间，并公开竞标。扎哈·哈迪德的设计方案由进入竞标的14个设计团队的方案中脱颖而出，于2005年开始建设。萨拉戈萨桥是2008年世界博览会世博会园区的入口，同时作为展览场地。该展览名为“水：独特的资源”，介绍水资源管理。在2008年世界博览会结束之后，这座桥梁作为永久建筑被保留，并在萨拉戈萨北岸地区的重建工作中起到重要的作用。

## 造型
萨拉戈萨桥的曲线外观长270米，横跨埃布罗河，跨度达185米。建筑通体白色，其外形酷似一株剑兰，构连两岸。桥的内部桥馆分为两层，总共约3,100平方米，其中可供展览区面积约2,700平方米。内部的大型的展示厅，为世博会的主题展览提供展示空间，建筑的顶部由金属板重叠而成，构思取材自鱼的鳞片。

## 图集
- 外景
- 内景
- 侧视图
- 世博会展览
- 内景